# Лосятин (Білоцерківський район)
Лося́тин — село у Гребінківській селищній громаді Білоцерківського району Київської області. Засноване у 16 столітті. Колишня назва — село Висока Гребля.
Населення — близько 1,45 тис. жителів.

## Історія
За адміністративно-територіальним поділом XVIII ст. село Лосятин відносилося до Київського воєв., з 1795 р. Білоцерківської округі Київського нам., з 1797 р. Васильківського пов. Київської губ.
1863 р. — Лосятин, село на лівому боці Ротка, на проти села Храпачах. Жителів обох статей 1351 (тисяча триста п'ятьдесят одна). Церква дерев'яна, Свято-Богословська, 6-го класу; землі має зазначену пропорцію. Побудована невідомо в якому році, але після 1746 р., тому що, при візиті деканату в цьому році церков її ще не було //Сказания о населенных местностях Киевской губернии или Статистические, исторические и церковные заметки о всех деревнях, селах, местечках и городах, у пределах губернии находящихся / Собрал Л. Похилевич. — Біла Церква: Видавець О. В. Пшонківський, 2005. — с.406
У 1978 році у Лосятині, під час копання погребу, був знайдений кістяк людини зі шкіряним гаманцем. У гаманці знаходилися 26 монет XVII сторіччя, один польський півторагрошовик Сигизмунда III та 25 дрібних білонних солідів Речі Посполитої та балтійських володінь Швеції та Пруссії. Враховуючи набір монет, науковцем Георгієм Козубовським було припущено, що померлий чоловік був небагатим козаком чи селянином, який помер у проміжку 1654—1660 років.

## Географія
Селом протікає річка Протока. Через Лосятин проходить одна із гілок Змієвих валів.
Через село проходить АвтошляхТ 1009(Устимівка — Узин).
Відстань від села до Узина — 16 км, до Білої Церкви-27 км, до Устимівки — 21 км. Відстань до райцентру становить 27 км і в основному проходить автошляхом E95, із яким збігається М05.

## Соціальні інституції
В селі діє будинок культури, бібліотека, відділення ощадбанку, відділення зв'язку Укрпошти, загальноосвітня школа І-III ступенів, Центр неврології та реабілітації «Лосятинська лікарня», який є спеціалізованою медичною установою, що об'єднує в собі переваги класичної лікарні, санаторію, водогрязелікування та центру лікування природними (народними) методами.
В селі також діють релігійні громади Української православної Церкви, Євангельських християн-баптистів та Адвентистів сьомого дня.

## Видатні уродженці
- Виштак Степанида Демидівна — двічі Герой Соціалістичної Праці.

## Згадування в культурі
- LOSYATYN TRIP — Музичний альбом, EXIT ITEM & shlepok